# Репников, Владимир Алексеевич
Владимир Алексеевич Репников (24 апреля 1948) — российский кинопродюсер.

## Биография
В 1978 году окончил экономический факультет ВГИКа. Начинал работать на «Мосфильм» осветителем. Работал организатором производства на фильмах «Анна Каренина», «Красная палатка», «Зеркало», «Сибириада».
- 1991—1993 — гендиректор фирмы «Блюз»
- 1993 — президент дистрибьюторской фирмы «Реал-ревю»
- 1994—1997 — генеральный директор Компании «В. В. С.»
- 1999 — заместитель директора по производству киностудии имени М.Горького.

## Фильмография
| Год  |   | Название                         | Роль                    |
| ---- | - | -------------------------------- | ----------------------- |
| 1979 | ф | Тема                             | директор                |
| 1981 | ф | Бешеные деньги                   | директор                |
| 1981 | ф | Валентина                        | директор                |
| 1982 | ф | Ищите женщину                    | директор                |
| 1987 | ф | Очи чёрные                       | директор                |
| 1990 | ф | Такси-блюз                       | продюсер                |
| 1991 | ф | За последней чертой              | директор                |
| 1992 | ф | Луна-парк                        | исполнительный продюсер |
| 1995 | ф | Прибытие поезда                  | продюсер                |
| 1995 | ф | Мусульманин                      | продюсер                |
| 2000 | ф | Романовы. Венценосная семья      | директор                |
| 2001 | ф | Праздник                         | продюсер                |
| 2001 | ф | Цветущий холм среди пустого поля | исполнительный продюсер |